# Dead or Alive (KAT-TUNの曲)
「Dead or Alive」（デッド オア アライブ）は、KAT-TUNの23作目のシングル曲。2015年1月21日にJ Stormから発売された。

## 概要
初回限定盤1・初回限定盤2・通常盤の3形態で発売。表題曲「Dead or Alive」は、メンバーの亀梨和也主演東宝配給映画『ジョーカー・ゲーム』主題歌。
2015年2月2日付オリコン週間シングルランキングで初登場1位となり、デビューから23作連続で1位を記録した。

## ISIL日本人拘束事件による影響
このシングルCDが発売された当日に、ISILによる日本人拘束事件が発生した。この事件が発生したことに伴い、シングルCD発売から2日後の2015年1月23日放送のテレビ朝日系『MUSIC STATION』では「Dead or Alive」の披露・パフォーマンス予定が、急遽通常盤カップリングの「WHITE LOVERS」に変更された。
その他、各局の歌番組も「Dead or Alive」の披露・パフォーマンス予定を急遽中止・急遽取り止めとするなどの処理・対処がされ、当時収録済みだった生放送ではない一部の歌番組についてはすべてお蔵入りとなった。
「Dead or Alive」が歌番組で披露・パフォーマンスされたのはTBS系『COUNTDOWN TV』、当時KAT-TUNがレギュラー出演していたNHK『ザ少年倶楽部プレミアム』、当時メンバーの田口淳之介がジャニーズ事務所退所及びKAT-TUNからの脱退を発表した2015年11月24日放送の日本テレビ系『ベストアーティスト2015』のみである。

## オリコンランキングに対する疑惑
このシングルCDがリリースされた翌週の1月28日に、オリコンが同年4月6日をもってミュージック・カードの合算集計を終了する事を発表した。ミュージック・カードの合算については以前から否定的な意見があったものの、このシングルCDと同じ日にリリースされたJYJの「WAKE ME TONIGHT」がミュージック・カードを用いた商法で販売されていた。ただジャニーズ事務所所属グループでも前年11月19日にSexy Zoneの「君にHITOMEBORE」が同様の商法を用いており、このタイミングでの発表は「ジャニーズ事務所所属グループの週間首位獲得をこの商法により阻止されるのを防ぐため」ともみられており、オリコンに対する疑惑の一つとなっている。

## 収録曲

### CD

#### 通常盤
1. Dead or Alive
作詞･作曲･編曲:Jovette Rivera、Maiko Kawabe Rivera
  - 亀梨和也主演 映画「ジョーカー・ゲーム」主題歌
2. WHITE LOVERS
作詞:RUCCA, 作曲:Shun Kusakawa、L-m-T、DAICHI, 編曲:L-m-T
3. You are DELICIOUS！
作詞:FOREST YOUNG, 作曲:Stephan Elfgren、Hani Alwani、Magnus Bertelsen, 編曲:Stephan Elfgren
4. Dead or Alive（オリジナル･カラオケ）
5. WHITE LOVERS（オリジナル･カラオケ）
6. You are DELICIOUS！（オリジナル･カラオケ）

#### 初回限定盤1
1. Dead or Alive
2. Polaris
作詞:KOUDAI IWATSUBO、KAHLUA, 作曲:Magnus Funemyr、KOUDAI IWATSUBO,編曲:Eiji Kawai
3. Polaris（オリジナル・カラオケ）

#### 初回限定盤2
1. Dead or Alive
2. 離さないで愛 - 亀梨和也
作詞･作曲:堂本剛, 編曲:鈴木雅也

### DVD

#### 初回限定盤1
1. Dead or Alive（ビデオ・クリップ+メイキング）

#### 初回限定盤2
1. 離さないで愛（ビデオ・クリップ）- 亀梨和也